# Rubia balearica
Rubia balearica är en måreväxtart som först beskrevs av Heinrich Moritz Willkomm, och fick sitt nu gällande namn av Pietro Porta. Rubia balearica ingår i släktet krappar, och familjen måreväxter.
Artens utbredningsområde är Balearerna.

## Underarter
Arten delas in i följande underarter:
- R. b. balearica
- R. b. caespitosa